# Sven-Gösta Jonzon
Sven-Gösta Bror Jonzon, född 1 mars 1914 i Uppsala, död 31 maj 2011, var en svensk ämbetsman. Han var son till Bror Jonzon.
Jonzon blev juris kandidat vid Stockholms högskola 1937, tjänstgjorde i Stockholms rådhusrätt 1937–1941, blev fiskal i Svea hovrätt 1941, var tingssekreterare 1943–1946, blev e.o. assessor i Svea hovrätt 1948, hovrättsråd 1957, chef för jordbruksdepartementets rättsavdelning 1961, rättschef 1965 samt var generaldirektör och chef för statens jordbruksnämnd 1966–1977. 
Jonzon innehade olika utrednings- och lagstiftningsuppdrag 1952–1978, blev ledamot av Försvarets skaderegleringsnämnd 1957, var ordförande 1966–1987, ledamot av skadeprövningsnämnder inom Folksam 1957–1986, styrelseordförande i Malmqvistska fonden 1969–1986, i Svenska kontrollanstalten för mejeriprodukter och ägg 1978–1986 och ordförande i Svenska försäkringsbolagens skiljenämnd 1979–1986. Han skrev Naturvårdslagen (tillsammans med Lars Delin 1969, andra upplagan tillsammans med Lars Delin och Bertil Bengtsson 1976).